# Trematopygus nigricornis
Trematopygus nigricornis là một loài tò vò trong họ Ichneumonidae.